# Popivka, Svatove
Popivka (în ucraineană Попівка) este un sat în comuna Kovalivka din raionul Svatove, regiunea Luhansk, Ucraina.

## Demografie
Componența lingvistică a localității Popivka
     Ucraineană (69,23%)
     Rusă (30,77%)
Conform recensământului din 2001, majoritatea populației localității Popivka era vorbitoare de ucraineană (69,23%), existând în minoritate și vorbitori de rusă (30,77%).